# Engagement préalable (stratégie)
 (juillet 2018).
Pour le concept de cryptographie, voir mise en gage
L'engagement préalable est une stratégie dans laquelle une des parties d'un conflit utilise un dispositif d'engagement afin de renforcer sa position en supprimant certaines de ses options pour rendre ses menaces plus crédibles. Il s'agit de se "contraindre soi-même". Tout acteur employant une stratégie de dissuasion doit faire face au problème que lancer des représailles contre une attaque peut finalement entraîner des dommages importants de son propre côté. Si ce dommage est suffisamment important, alors l'adversaire peut considérer que concrétiser de telles mesures de rétorsion serait irrationnel, et, par conséquent, que la menace manque de crédibilité, et, de fait, il cesse d'être un moyen de dissuasion efficace. L'engagement préalable améliore la crédibilité d'une menace, soit en imposant des pénalités importantes à la partie menaçante si elle ne concrétise pas ses menaces, ou, en rendant impossible de ne pas répondre.
Par exemple, une armée peut brûler un pont derrière elle, rendant tout recul ou toute fuite impossibles. Un exemple célèbre de cette tactique est lorsque Hernán Cortés fait saborder ses navires par ses hommes afin d'éliminer tout moyen de désertion. Alternativement, dans le contexte de la guerre froide, les systèmes de représailles "fail deadly" comme la "Main de la Mort" soviétique, rendent une réponse à une attaque soudaine automatique, indépendamment de si oui ou non la personne est encore en vie à prendre des décisions.
La "perte de contrôle" (qu'elle soit réelle ou feinte) réside donc au cœur de ce type de stratégies. Cette stratégie a été discutée en détail par le théoricien Thomas Schelling. C'était un concept important en théorie de la dissuasion au XXe siècle, c'est-à-dire qu'une menace doit être crédible pour avoir un pouvoir dissuasif. Les dispositifs d'engagement comprenaient en général des forces liées à un "fil de détente", attendant un événement déclencheur.

## Pour approfondir